# Yuan Longping
Yuan Longping (xinès simplificat: 袁隆平; Beijing, 7 de setembre de 1930 - Changsha, Hunan, 22 de maig de 2021) va ser un agrònom i científic xinés, conegut per desenvolupar les primeres varietats híbrides d'arròs en la dècada del 1970.
Des de llavors, l'arròs híbrid s'ha conreat en dotzenes de països d'Àfrica, Amèrica i Àsia, la qual cosa proporciona una sòlida font d'aliments en àrees amb alt risc de fam. Per les seues contribucions, els mitjans xinesos acostumaven a referir-se a Yuan com el pare de l'arròs híbrid. El 22 de maig, Yuan Longping va morir d'insuficiència orgànica múltiple.

## Trajectòria
Yuan va nàixer en Beijing el 1930. Els orígens familiars, la seua llar ancestral està al comtat de De'an, Jiujiang, província de Jiangxi. Durant la Segona Guerra Sinó-Japonesa i la Guerra Civil Xina, es va traslladar amb la seua família i va assistir a l'escola en molts llocs, inclosos Hunan, Chongqing, Hankou i Nanjing.
Es va graduar en el Col·legi d'Agricultura del Sudoest el 1953 i va començar la carrera docent en una escola d'agricultura en Anjiang, a la província de Hunan. Es va casar amb una de les seues estudiants, Deng Ze, el 1964, tenint dos fills, Yuan Ding'an i Yuan Dingjiang.
Va innovar quan va tenir i va desenvolupar la idea d'hibridar l'arròs en la dècada del 1960, quan una sèrie de polítiques nocives (com el Gran Salt Endavant) van enfonsar a la Xina en una fam sense precedents que va causar la mort de milions de ciutadans xinesos.
Des de llavors, Yuan es va dedicar a la recerca i el desenvolupament d'una millor varietat d'arròs. El 1964, va trobar una planta d'arròs natural per a usar en els seus experiments d'hibridació que tenia avantatges obvis sobre altres espècies. Molt animat pels resultats, va començar a estudiar els seus elements.
El major problema en aquell moment era la falta d'un mètode conegut per reproduir arròs híbrid en quantitats massives, fet que Yuan es va proposar resoldre. El 1964, Yuan va crear una teoria de l'ús d'una hipotètica soca d'arròs estèril masculina naturalment mutada que, ell va predir que probablement existia per a la creació d'una nova espècie d'arròs híbrid reproductiu. En dos anys va aconseguir trobar amb èxit alguns exemplars d'un arròs estèril masculí mutat que podria utilitzar per a la seua investigació. Experiments posteriors van demostrar que la teoria de la seua recerca era viable, esdevenint la contribució més important a l'arròs híbrid.
Yuan va passar a resoldre més problemes dels que s'havien plantejat a l'inici de la investigació. La primera espècie d'arròs híbrid experimental que es va conrear no va mostrar cap avantatge significatiu sobre les espècies comunament cultivades, per la qual cosa Yuan va suggerir creuar l'arròs amb un parent més llunyà: l'arròs salvatge. El 1970, va trobar una espècie d'arròs silvestre particularment important que va acabar usant per a la creació d'una espècie d'arròs híbrid d'alt rendiment agrícola. El 1973, en cooperació amb altres investigadors, finalment va poder establir un procés complet per crear i reproduir esta espècie d'arròs híbrid d'alt rendiment.
A l'any següent, es va conrear amb èxit una espècie d'arròs híbrid que tenia grans avantatges sobre l'arròs cultivat convencionalment. Va rendir un 20 per cent més per unitat que el de les races d'arròs comunes, col·locant a la Xina al capdavant mundial en la producció d'arròs. Per esta fita, Yuan Longping va ser anomenat el pare de l'arròs híbrid.
En l'actualitat, fins al 50 per cent dels arrossars de la Xina conrea l'espècie d'arròs híbrid de Yuan Longping, obtenint el 60 per cent de la producció total d'arròs a la Xina. Gràcies als seus descobriments, la producció total d'arròs de la Xina va augmentar de 56,9 milions de tones el 1950 a 194,7 milions de tones el 2017. S'han produït al voltant de 300 mil milions de quilos d'arròs en els últims vint anys, en comparació amb la quantitat estimada que s'hauria produït sense l'espècie d'arròs híbrid. L'augment de l'rendiment anual és suficient per alimentar 60 milions de persones més.
El gener de 2014, Yuan va dir en una entrevista que els aliments modificats genèticament serien la direcció futura dels aliments i que ell havia estat treballant en esta línia, en la modificació genètica de l'arròs.
El 10 de març de 2021, Yuan Longping va caure en la seua base d'investigació d'arròs híbrid en Sanya. El 7 d'abril, va ser traslladat a Changsha, província de Hunan, per rebre tractament. A les 13:07 del 22 de maig, Yuan Longping va morir d'insuficiència orgànica múltiple a l'Hospital Xiangya de la Universitat Central del Sud.